# Rango de una partición

El rango de una partición, que se muestra como su diagrama de Young

En matemáticas, particularmente en los campos de la teoría de números y la combinatoria, el rango de una partición de un entero positivo es un cierto entero asociado con la partición. De hecho, al menos se manejan dos definiciones diferentes en la bibliografía más usual. La primera definición, que concierne a la mayor parte de este artículo, es que el rango de una partición, es el número obtenido restando el número de partes en la partición, de la parte más grande de la partición. El concepto fue introducido por Freeman Dyson en un artículo publicado en la revista Eureka. Fue presentado en el contexto de un estudio de ciertas propiedades de congruencia de la función de partición descubierta por el genio matemático indio Srinivasa Ramanujan. Se utiliza un concepto diferente, que comparte el mismo nombre, en combinatoria, donde se toma el rango como el tamaño del cuadrado de Durfee de la partición. 

## Definición
Por una partición de un entero positivo n se entiende como un multiconjunto finito λ = { λk, λk−1, ..., λ1} de enteros positivos que satisfacen las dos condiciones siguientes: 
- λk ≥ . . . ≥ λ2 ≥ λ1 > 0.
- λk + . . . + λ2 + λ1 = n.

Si λk, . . . , λ2, λ1 son distintos, es decir, si 
- λk > . . . > λ2 > λ1 > 0

entonces la partición λ se llama una partición estricta de n. Los enteros λk, λk−1, ..., λ1 son las partes de la partición. El número de partes en la partición λ es k y la parte más grande en la partición es λk. El rango de la partición λ (ya sea ordinario o estricto) se define como λk − k.
Los rangos de las particiones de n toman los siguientes valores y no otros:
n − 1, n − 3, n − 4, . . . , 2, 1, 0, −1, −2, . . . , −(n − 4), −(n − 3), −(n − 1).
La siguiente tabla muestra los rangos de las distintas particiones del número 5.
Rangos de las particiones del entero 5
| Partición (λ)     | Parte mayor (λk) | Número de partes (k) | Rango de la partición (λk − k ) |
| ----------------- | ---------------- | -------------------- | ------------------------------- |
| { 5 }             | 5                | 1                    | 4                               |
| { 4, 1 }          | 4                | 2                    | 2                               |
| { 3, 2 }          | 3                | 2                    | 1                               |
| { 3, 1, 1 }       | 3                | 3                    | 0                               |
| { 2, 2, 1 }       | 2                | 3                    | −1                              |
| { 2, 1, 1, 1 }    | 2                | 4                    | −2                              |
| { 1, 1, 1, 1, 1 } | 1                | 5                    | −4                              |

## Notaciones
Las siguientes notaciones se utilizan para especificar cuántas particiones tienen un rango determinado. Sean n, q números enteros positivos, y sea m cualquier número entero. 
- El número total de particiones de n se denota por p(n).
- El número de particiones de n con rango m se denota por N(m, n).
- El número de particiones de n con rango congruente con m módulo q se denota por N(m, q, n).
- El número de particiones estrictas de n se denota por Q(n).
- El número de particiones estrictas de n con rango m se denota por R(m, n).
- El número de particiones estrictas de n con rango congruente con m módulo q se denota por T(m, q, n).

Por ejemplo, 
p(5) = 7, N(2, 5) = 1, N(3, 5) = 0, N(2, 2, 5) = 5.
Q(5) = 3, R(2, 5) = 1, R(3, 5) = 0, T(2, 2, 5) = 2.

## Algunos resultados básicos
Sean n, q números enteros positivos, y sea m cualquier número entero.
- {\displaystyle N(m,n)=N(-m,n)}
- {\displaystyle N(m,q,n)=N(q-m,q,n)}
- {\displaystyle N(m,q,n)=\sum _{r=-\infty }^{\infty }N(m+rq,n)}

## Las congruencias de Ramanujan y la conjetura de Dyson
Srinivasa Ramanujan, en un artículo publicado en 1919, demostró las siguientes congruencias relacionadas con la función de partición p(n):
- p (5 n + 4) ≡ 0 (mod 5)
- p (7 n + 5) ≡ 0 (mod 7)
- p (11 n + 6) ≡ 0 (mod 11)

Al comentar sobre este resultado, Dyson señaló que "... aunque es posible demostrar que las particiones de 5n + 4 se pueden dividir en cinco subclases igualmente numerosas, no es satisfactorio quedarse sin recibir de las pruebas ninguna idea concreta de cómo debe hacerse la división. Se requiere una prueba que no requiera generar funciones,. . . ". Dyson introdujo la idea del rango de una partición para cumplir la tarea que se propuso. Usando esta nueva idea, hizo las siguientes conjeturas: 
- N (0, 5, 5 n + 4) = N (1, 5, 5 n + 4) = N (2, 5, 5 n + 4) = N (3, 5, 5 n + 4) = N ( 4, 5, 5 n + 4)
- N (0, 7, 7 n + 5) = N (1, 7, 7 n + 5) = N (2, 7, 7 n + 5) =. . . = N (6, 7, 7 n + 5)

Estas conjeturas fueron probadas por Atkin y Swinnerton-Dyer en 1954.
Las siguientes tablas muestran cómo las particiones de los enteros 4 (5 × n + 4 con n = 0) y 9 (5 × n + 4 con n = 1) se dividen en cinco subclases igualmente numerosas.
Particiones del entero 4
| Particiones con rango ≡ 0 (mod 5) | Particiones con rango ≡ 1 (mod 5) | Particiones con rango ≡ 2 (mod 5) | Particiones con rango ≡ 3 (mod 5) | Particiones con rango ≡ 4 (mod 5) |
| --------------------------------- | --------------------------------- | --------------------------------- | --------------------------------- | --------------------------------- |
| { 2, 2 }                          | { 3, 1 }                          | { 1, 1, 1, 1 }                    | { 4 }                             | { 2, 1, 1 }                       |

Particiones del entero 9
| Particiones con rango ≡ 0 (mod 5) | Particiones con rango ≡ 1 (mod 5) | Particiones con rango ≡ 2 (mod 5) | Particiones con rango ≡ 3 (mod 5) | Particiones con rango ≡ 4 (mod 5) |
| --------------------------------- | --------------------------------- | --------------------------------- | --------------------------------- | --------------------------------- |
| { 7, 2 }                          | { 8, 1 }                          | { 6, 1, 1, 1 }                    | { 9 }                             | { 7, 1, 1 }                       |
| { 5, 1, 1, 1, 1 }                 | { 5, 2, 1, 1 }                    | { 5, 3, 1}                        | { 6, 2, 1 }                       | { 6, 3 }                          |
| { 4, 3, 1, 1 }                    | { 4, 4, 1 }                       | { 5, 2, 2 }                       | { 5, 4 }                          | { 4, 2, 1, 1, 1 }                 |
| { 4, 2, 2, 1 }                    | { 4, 3, 2 }                       | { 3, 2, 1, 1, 1, 1 }              | { 3, 3, 1, 1, 1 }                 | { 3, 3, 2, 1 }                    |
| { 3, 3, 3 }                       | { 3, 1, 1, 1, 1, 1, 1 }           | { 2, 2, 2, 2, 1 }                 | { 4, 1, 1, 1, 1, 1 }              | { 3, 2, 2, 2 }                    |
| { 2, 2, 1, 1, 1, 1, 1 }           | { 2, 2, 2, 1, 1, 1 }              | { 1, 1, 1, 1, 1, 1, 1, 1, 1 }     | { 3, 2, 2, 1, 1}                  | { 2, 1, 1, 1, 1, 1, 1, 1 }        |

## Generando funciones
- La función generadora de p(n) fue descubierta por Euler y es bien conocida.[4]

{\displaystyle \sum _{n=0}^{\infty }p(n)x^{n}=\prod _{k=1}^{\infty }{\frac {1}{(1-x^{k})}}}
- La función generadora para N(m, n) se da a continuación:[5]

{\displaystyle \sum _{m=-\infty }^{\infty }\sum _{n=0}^{\infty }N(m,n)z^{m}q^{n}=1+\sum _{n=1}^{\infty }{\frac {q^{n^{2}}}{\prod _{k=1}^{n}(1-zq^{k})(1-z^{-1}q^{k})}}}
- La función generadora para Q(n) se da a continuación:[6]

{\displaystyle \sum _{n=0}^{\infty }Q(n)x^{n}=\prod _{k=0}^{\infty }{\frac {1}{(1-x^{2k-1})}}}
- La función generadora para Q(m,n) se da a continuación:[6]

{\displaystyle \sum _{m,n=0}^{\infty }Q(m,n)z^{m}q^{n}=1+\sum _{s=1}^{\infty }{\frac {q^{s(s+1)/2}}{(1-zq)(1-zq^{2})\cdots (1-zq^{s})}}}

## Definición alternativa
En combinatoria, la frase rango de una partición, a veces se usa para describir un concepto diferente: el rango de una partición λ es el entero más grande i tal que λ tiene al menos i partes, cada una de las cuales no es menor que i. De manera equivalente, esta es la longitud de la diagonal principal en el diagrama de Young o en el diagrama de Ferrers para λ, o la longitud lateral del cuadrado de Durfee de λ. 
La tabla de rangos de particiones de 5 se da a continuación.
Rangos de las particiones del entero 5
| Partición         | Rango |
| ----------------- | ----- |
| { 5 }             | 1     |
| { 4, 1 }          | 1     |
| { 3, 2 }          | 2     |
| { 3, 1, 1 }       | 1     |
| { 2, 2, 1 }       | 2     |
| { 2, 1, 1, 1 }    | 1     |
| { 1, 1, 1, 1, 1 } | 1     |

## Lecturas relacionadas
- Fórmulas asintóticas para la función de partición de rango:[7]
- Congruencias para la función de rango:[8]
- Generalización de rango a rango BG:[9]